# ATP Bordeaux
Il Torneo di Bordeaux è stato un torneo di tennis maschile giocato annualmente a Bordeaux in Francia dal 1979 al 1995. L'evento si è disputato su 2 superfici differenti: sulla terra rossa dal 1979 al 1990, e sul cemento dal 1991 al 1995. A Partire dal 2008 si sarebbe disputato a Bordeaux il Tournoi International de Tennis de Bordeaux, facente parte dell'ATP Challenger Tour.

## Albo d'oro

### Singolare
| Anno | Nome del torneo                     | Vincitore         | Finalista             | Punteggio               |
| ---- | ----------------------------------- | ----------------- | --------------------- | ----------------------- |
| 1979 | Grand Prix Passing Shot             | Yannick Noah      | Harold Solomon        | 6–0, 6–7, 6–1, 1–6, 6–4 |
| 1980 | Grand Prix de Passing Shot          | Mario Martínez    | Gianni Ocleppo        | 6–0, 7–5, 7–5           |
| 1981 | Grand Prix Passing Shot             | Andrés Gómez      | Thierry Tulasne       | 7–6, 7–6, 6–1           |
| 1982 | Grand Prix Passing Shot             | Hans Gildemeister | Pablo Arraya          | 7–5, 6–1                |
| 1983 | Grand Prix Passing Shot             | Pablo Arraya      | Joan Aguilera         | 7–5, 7–5                |
| 1984 | Grand Prix Passing Shot             | José Higueras     | Francesco Cancellotti | 7–6, 6–1                |
| 1985 | Nabisco Grand Prix Passing Shot     | Diego Pérez       | Jimmy Brown           | 6–4, 7–6                |
| 1986 | Nabisco Grand Prix Passing Shot     | Paolo Canè        | Kent Carlsson         | 6–4, 1–6, 7–5           |
| 1987 | Nabisco Grand Prix Passing Shot     | Emilio Sánchez    | Ronald Agénor         | 5–7, 6–4, 6–4           |
| 1988 | NGP Passing Shot de Bordeaux        | Thomas Muster     | Ronald Agénor         | 6–3, 6–3                |
| 1989 | Grand Prix Passing Shot de Bordeaux | Ivan Lendl        | Emilio Sánchez        | 6–2, 6–2                |
| 1990 | Grand Prix Passing Shot             | Guy Forget        | Goran Ivanišević      | 6–4, 6–3                |
| 1991 | Grand Prix Passing Shot             | Guy Forget        | Olivier Delaître      | 6–1, 6–3                |
| 1992 | Grand Prix Passing Shot             | Andrij Medvedjev  | Sergi Bruguera        | 6–3, 1–6, 6–2           |
| 1993 | Grand Prix Passing Shot Bordeaux    | Sergi Bruguera    | Diego Nargiso         | 7–5, 6–2                |
| 1994 | Grand Prix Passing Shot             | Wayne Ferreira    | Jeff Tarango          | 6–0, 7–5                |
| 1995 | Grand Prix Passing Shot Bordeaux    | Yahiya Doumbia    | Jakob Hlasek          | 6–4, 6–4                |

### Doppio
| Anno | Vincitori                               | Finalisti                           | Punteggio     |
| ---- | --------------------------------------- | ----------------------------------- | ------------- |
| 1979 | Patrice Dominguez / Denis Naegelen      | Bernard Fritz / Iván Molina         | 6–4, 6–4      |
| 1980 | John Feaver / Gilles Moretton           | Gianni Ocleppo / Ricardo Ycaza      | 6–3, 6–2      |
| 1981 | Andrés Gómez / Belus Prajoux            | Jim Gurfein / Anders Järryd         | 7–5, 6–3      |
| 1982 | Hans Gildemeister / Andrés Gómez        | Anders Järryd / Hans Simonsson      | 6–4, 6–2      |
| 1983 | Stefan Simonsson / Magnus Tideman       | Francisco Yunis / Juan Carlos Yunis | 6–4, 6–2      |
| 1984 | Pavel Složil / Blaine Willenborg        | Loic Courteau / Guy Forget          | 6–1, 6–4      |
| 1985 | David Felgate / Stephen Shaw            | Libor Pimek / Blaine Willenborg     | 6–4, 5–7, 6–4 |
| 1986 | Jordi Arrese / David de Miguel Lapiedra | Ronald Agénor / Mansour Bahrami     | 7–5, 6–4      |
| 1987 | Sergio Casal / Emilio Sánchez           | Darren Cahill / Mark Woodforde      | 6–3, 6–3      |
| 1988 | Joakim Nyström / Claudio Panatta        | Christian Miniussi / Diego Nargiso  | 6–1, 6–4      |
| 1989 | Tomás Carbonell / Carlos Di Laura       | Agustín Moreno / Jaime Yzaga        | 6–4, 6–4      |
| 1990 | Tomás Carbonell / Libor Pimek           | Mansour Bahrami / Yannick Noah      | 6–3, 6–7, 6–2 |
| 1991 | Arnaud Boetsch / Guy Forget             | Patrik Kühnen / Alexander Mronz     | 6–2, 6–2      |
| 1992 | Sergio Casal / Emilio Sánchez           | Arnaud Boetsch / Guy Forget         | 6–1, 6–4      |
| 1993 | Pablo Albano / Javier Frana             | David Adams / Andrej Ol'chovskij    | 7–6, 4–6, 6–3 |
| 1994 | Olivier Delaître / Guy Forget           | Diego Nargiso / Guillaume Raoux     | 6–2, 2–6, 7–5 |
| 1995 | Saša Hiršzon / Goran Ivanišević         | Henrik Holm / Danny Sapsford        | 6–3, 6–4      |